# Czerwono-Zieloni
Czerwono Zieloni (duń. Enhedslisten – De Rød-Grønne) – socjalistyczna koalicja kilku duńskich lewicowych partii politycznych.

## Historia
Partia powstała w 1989 roku jako koalicja trzech duńskich partii lewicowych – marksistowskiej Venstresocialisterne, marksistowsko-leninowskiej Danmarks Kommunistiske Parti i trockistowskiej Socialistisk Arbejderparti. Wedle początkowych planów do bloku miała dołączyć De Grønne, Fælles Kurs i Humaniści. Czwarta partia – maoistowska Kommunistisk Arbejderparti dołączyła do bloku w 1991 roku. Na przestrzeni lat zwiększyła liczbę członków z tysiąca w roku 1991 do niemalże ośmiu tysięcy w 2011.
W wyborach w 2005 roku blok uzyskał 3,4 procent. Przed wyborami w roku 2011, Czerwono-Zieloni postanowili dołączyć do tworzonego pod egidą Socialdemokraterne sojuszu tzw. Bloku Czerwonego. Mimo zwycięstwa bloku w wyborach, partia nie weszła do koalicyjnego lewicowego rządu premier Helle Thorning-Schmidt.
Partia nawiązała współpracę z Europejską Partią Lewicy i Europejską Lewicą Antykapitalistyczną.

## Poparcie w wyborach
| Wybory | Poparcie | Mandaty |
| ------ | -------- | ------- |
| 1990   | 1,7%     | 0       |
| 1994   | 3,1%     | 6       |
| 1998   | 2,7%     | 7       |
| 2001   | 2,4%     | 4       |
| 2005   | 3,4%     | 6       |
| 2007   | 2,2%     | 4       |
| 2011   | 6,7%     | 12      |
| 2015   | 7,8%     | 14      |